# Бенґт Бірґерссон
Бенґт Бірґерссон (швед. Bengt Birgersson; 1254 — 25 травня 1291) — середньовічний шведський прелат, єпископ і герцог.

## Раннє життя
Бенґт Бірґерссон походив з династії Б'ельбу. Він був молодшим сином Біргера Магнуссона (Біргера Ярла), фактичного правителя Швеції з 1250 по 1266 рік. Його матір'ю була шведська принцеса Інґеборґ, дочка шведського короля Еріка X і сестра шведського короля Еріка XI. Двоє його братів, Вальдемар і Магнус, пізніше стали королями Швеції.

## Кар'єра
Він зробив церковну кар'єру. Коли він був архідияконом Лінчепінзького собору, став канцлером свого брата — короля Магнуса. У 1284 році, через деякий час після смерті свого старшого брата Еріка Смоландського, під час правління Магнуса, він став герцогом Фінляндії. Він був першим відомим власником цього титулу та уділу. У 1286 році він був обраний єпископом Лінчепінга.  Існують принаймні два його заповіти, від 1287 і 1289 років. Він помер від чуми.